# Heusden Koers 2006
De 58e editie van de Belgische wielerwedstrijd Heusden Koers werd verreden op 15 augustus 2006. De start en finish vonden plaats in Heusden. De winnaar was Geert Omloop, gevolgd door Iljo Keisse en Frédéric Amorison.

## Uitslag
| Heusden Koers 2006 |                     |                                                 |          |
| Plaats             | Naam                | Ploeg                                           | Tijd     |
| Winnaar            | Geert Omloop        | Unibet.com                                      | 3u44'35" |
| 2                  | Iljo Keisse         | Chocolade Jacques-Topsport Vlaanderen           | z.t.     |
| 3                  | Frédéric Amorison   | Landbouwkrediet-Colnago                         | z.t.     |
| 4                  | Preben Van Hecke    | Davitamon-Lotto                                 | z.t.     |
| 5                  | Stijn Minne         | Sean Kelly Team                                 | z.t.     |
| 6                  | Sébastien Rosseler  | Quick Step-Innergetic                           | z.t.     |
| 7                  | Roger Hammond       | Discovery Channel                               | z.t.     |
| 8                  | Mathieu Criquielion | Landbouwkrediet-Colnago                         | z.t.     |
| 9                  | Sébastien Delfosse  | Pôle Continental Wallon Davitamon-Euro Millions | z.t.     |
| 10                 | Hamish Haynes       | Jartazi-7Mobile                                 | z.t.     |

1929 · 1930-1935 · 1936 · 1937 · 1938 · 1939 · 1952 · 1953 · 1954 · 1955 · 1956 · 1957 · 1958 · 1959 · 1960 · 1961 · 1962 · 1963 · 1964 · 1965 · 1966 · 1967 · 1968 · 1969 · 1970 · 1971 · 1972 · 1973 · 1974 · 1975 · 1976 · 1977 · 1978 · 1979 · 1980 · 1981 · 1982 · 1983 · 1984 · 1985 · 1986 · 1987 · 1988 · 1989 · 1990 · 1991 · 1992 · 1993 · 1994 · 1995 · 1996 · 1997 · 1998 · 1999 · 2000 · 2001 · 2002 · 2003 · 2004 · 2005 · 2006 · 2007 · 2008 · 2009 · 2010 · 2011 · 2012 · 2013 · 2014 · 2015 · 2016 · 2017 · 2018 · 2019 · 2020 · 2021 · 2022 · 2023